# Iňa
Iňa (hongrois : Ény) est un village de Slovaquie situé dans la région de Nitra.

## Histoire
Première mention écrite du village en 1156.

## Démographie

### Évolution de la population
| Année:               | 1994. | 2004.    | 2014.   | 2024.    |
| -------------------- | ----- | -------- | ------- | -------- |
| Nombre de personnes: | 235   | 208      | 204     | 225      |
| Différence:          |       | -11,48 % | -1,92 % | +10,29 % |

| Année:               | 2023. | 2024.   |
| -------------------- | ----- | ------- |
| Nombre de personnes: | 221   | 225     |
| Différence:          |       | +1,80 % |